# Festival Internacional de Cine de San Sebastián 2015
La 63.ª edición del Festival Internacional de Cine de San Sebastián se celebró del viernes 18 al sábado 26 de septiembre de 2015 en San Sebastián. El festival se inauguró con el film Regresión de Alejandro Amenábar y se cerró con London Road del cineasta Rufus Norris.

## Jurados
Jurado de la Sección Oficial
- Paprika Steen, actriz danesa (Presidenta)
- Nandita Das, actriz y directora india
- Daniel Monzón, director español
- Hernan Musaluppi, productor argentino
- Julie Salvador, productora francesa
- Uberto Pasolini, director, productor y guionista italiano
- Luciano Tovoli, director de fotografía italiano

Premio Horizontes
- Agustina Chiarino, productora uruguaya (Presidenta)
- Fran Gayo, exresponsable del Festival de Cine de Gijón
- Rubén Ochandiano, actor español

Premio Kutxabank-Nuev@s Director@s
- Diego Lerer, crítico de cine argentino (Presidente)
- Francine Brücher, consultora cinematográfica para productores independientes
- Desirée de Fez, crítica cinematográfica
- Olivia Stewart, guionista australiana
- Edgard Tenembaum, productor uruguayo

Premio Irizar al Cine Vasco
- Jose Mari Goenaga, director español (Presidente)
- María Elorza, directora española
- Dolores Meijomín, promotora de productor audiovisuales española

Nest
- Benedikt Erlingsson, actor y director islandés

## Películas

### Sección oficial
Las 17 películas siguientes compitieron para el premio de la Concha de Oro a la mejor película:
| Título en España           | Título original            | Director(es)                       | País                     |
| -------------------------- | -------------------------- | ---------------------------------- | ------------------------ |
| 21 noches con Pattie       | 21 noches con Pattie       | Arnaud Larrieu, Jean-Marie Larrieu | Francia                  |
| Amama                      | Amama                      | Asier Altuna                       | España                   |
| El apóstata                | El apóstata                | Federico Veiroj                    | España, Uruguay, Francia |
| Back to the North          | Back to the North          | Liu Hao                            | China                    |
| Los caballeros blancos     | Les chevaliers blancs      | Joachim Lafosse                    | Bélgica                  |
| Los demonios               | Les démons                 | Philippe Lesage                    | Canadá                   |
| Un día perfecto para volar | Un día perfecto para volar | Marc Recha                         | España                   |
| Eva no duerme              | Eva no duerme              | Pablo Agüero                       | Argentina                |
| Evolution                  | Evolution                  | Lucile Hadžihalilović              | Francia                  |
| Freeheld                   | Freeheld                   | Peter Sollett                      | Estados Unidos           |
| High-Rise                  | High-Rise                  | Ben Wheatley                       | Reino Unido              |
| Moira                      | Moira                      | Levan Tutberidze                   | Georgia                  |
| El niño y la bestia        | Bakemono no Ko             | Mamoru Hosoda                      | Japón                    |
| El rey de La Habana        | El rey de La Habana        | Agustí Villaronga                  | España                   |
| Gorriones                  | Sparrows                   | Rúnar Rúnarsson                    | Islandia                 |
| Sunset Song                | Sunset Song                | Terence Davies                     | Reino Unido              |
| Truman                     | Truman                     | Cesc Gay                           | Argentina, España        |

#### Fuera de competición
Las películas siguientes fueron seleccionadas para ser exhibidas fuera de competición: 
Largometrajes
| Título en español | Título original | Director(es)       | País        |
| ----------------- | --------------- | ------------------ | ----------- |
| Regresión         | Regression      | Alejandro Amenábar | España      |
| London Road       | London Road     | Rufus Norris       | Reino Unido |
| Mi gran noche     | Mi gran noche   | Álex de la Iglesia | España      |

Proyecciones especiales
| Título en español | Título original  | Director(es)      | País   |
| ----------------- | ---------------- | ----------------- | ------ |
| Lejos del mar     | Lejos del mar    | Imanol Uribe      | España |
| No estamos solos  | No estamos solos | Pere Joan Ventura | España |

### Horizontes latinos
El Premio Horizontes impulsa el conocimiento de los largometrajes producidos total o parcialmente en América Latina, dirigidos por cineastas de origen latino, o bien que tengan por marco o tema comunidades latinas del resto del mundo.
| Título original           | Director(es)           | País      |
| ------------------------- | ---------------------- | --------- |
| 600 millas                | Gabriel Ripstein       | México    |
| Chronic                   | Michel Franco          | México    |
| Desde allá                | Lorenzo Vigas          | Venezuela |
| El abrazo de la serpiente | Ciro Guerra            | Colombia  |
| El club                   | Patricio Larraín       | Chile     |
| Ixcanul                   | Jayro Bustamante       | Guatemala |
| La obra del siglo         | Carlos Quintela        | Cuba      |
| La tierra y la sombra     | César Augusto Acevedo  | Colombia  |
| Las elegidas              | David Pablos           | México    |
| Magallanes                | Salvador del Solar     | Perú      |
| Para Minha Amada Morta    | Aly Muritiba           | Brasil    |
| Paulina                   | Santiago Mitre         | Argentina |
| Te prometo anarquía       | Julio Hernández Cordón | México    |

### Premios independientes

#### Perlas
Las 14 películas proyectadas en esta sección son largometrajes inéditos en España, que han sido aclamados por la crítica y/o premiados en otros festivales internacionales. Estas fueron las películas seleccionadas para la sección:
| Título en español             | Título original                | Director(es)                  | País           |
| ----------------------------- | ------------------------------ | ----------------------------- | -------------- |
| Anomalisa                     | Anomalisa                      | Charlie Kaufman, Duke Johnson | Estados Unidos |
| Black Mass                    | Black Mass                     | Scott Cooper                  | Estados Unidos |
| El clan                       | El clan                        | Pablo Trapero                 | Argentina      |
| Hitchcock/Truffaut            | Hitchcock/Truffaut             | Kent Jones                    | Francia        |
| Yo, él y Raquel               | Me and Earl and the Dying Girl | Alfonso Gómez-Rejón           | Estados Unidos |
| Mia madre                     | Mia madre                      | Nanni Moretti                 | Italia         |
| The Assassin                  | The Assassin                   | Hou Hsiao-hsien               | Taiwán         |
| El hijo de Saúl               | Saul fia                       | László Nemes                  | Hungría        |
| Más allá de las montañas      | Mountains May Depart           | Jia Zhangke                   | China          |
| Sicario                       | Sicario                        | Denis Villeneuve              | Canadá         |
| Taxi Teherán                  | Taxi                           | Jafar Panahi                  | Irán           |
| Tres recuerdos de mi juventud | Trois souvenirs de ma jeunesse | Arnaud Desplechin             | Francia        |
| Nuestra hermana pequeña       | Umimachi Diary                 | Hirokazu Koreeda              | Japón          |
| Irrational Man                | Irrational Man                 | Woody Allen                   | Estados Unidos |

#### Nuevos Directores
Esta sección agrupa los primeros o segundos largometrajes de sus cineastas, inéditos o que solo han sido estrenados en su país de producción y producidos en el último año. Estas fueron las películas seleccionadas para la sección:
| Título en español             | Título original               | Director(es)          | País            |
| ----------------------------- | ----------------------------- | --------------------- | --------------- |
| One of Us                     | Einer Von Uns                 | Stephan Richter       | Austria         |
| After Eden                    | After Eden                    | Hans Christian Berger | Canadá          |
| Barash                        | Barash                        | Michal Vinik          | Israel          |
| Granny's Dancing on the Table | Granny's Dancing on the Table | Hanna Sköld           | Suecia          |
| Iona                          | Iona                          | Scott Graham          | Gran Bretaña    |
| Thirst                        | Jajda                         | Svetla Tsotsorkova    | Bulgaria        |
| Parasol                       | Parasol                       | Valéry Rosier         | Bélgica         |
| El novato                     | Le nouveau                    | Rudi Rosenberg        | Francia         |
| Pikadero                      | Pikadero                      | Ben Sharrock          | España          |
| Paula                         | Paula                         | Eugenio Canevari      | Argentina       |
| Contigo                       | Ul-bo                         | Rhee Jin-woo          | Corea del Sur   |
| Family Film                   | Rodinny Film                  | Olmo Omerzu           | República Checa |
| Vida sexual de las plantas    | Vida sexual de las plantas    | Sebastián Brahm       | Chile           |
| Drifters                      | Tjuvheder                     | Peter Grönlund        | Suecia          |

#### Zabaltegi-Tabakalera
Esta sección agrupa trabajos filmográficos de cualquier metraje donde se busca nuevas miradas y formas. Estos fueron los trabajos seleccionados para la sección:
| Título en España                                                   | Título original                                                    | Director(es)                  | País           |
| ------------------------------------------------------------------ | ------------------------------------------------------------------ | ----------------------------- | -------------- |
| 327 cuadernos                                                      | 327 cuadernos                                                      | Andrés Di Tella               | Argentina      |
| Adama                                                              | Adama                                                              | Simon Rouby                   | Francia        |
| Allende mi abuelo Allende                                          | Allende mi abuelo Allende                                          | Marcia Tambutti Allende       | Chile          |
| El tesoro                                                          | Comoara                                                            | Corneliu Porumboiu            | Rumanía        |
| Counting                                                           | Counting                                                           | Jem Cohen                     | Estados Unidos |
| Francofonia                                                        | Francofonia                                                        | Aleksandr Sokúrov             | Francia        |
| Después de esto                                                    | Efterskalv                                                         | Magnus von Horn               | Suecia         |
| Heart of a Dog                                                     | Heart of a Dog                                                     | Laurie Anderson               | Estados Unidos |
| In the Room                                                        | In the Room                                                        | Eric Khoo                     | Singapur       |
| Isla bonita                                                        | Isla bonita                                                        | Fernando Colomo               | España         |
| Duellum (corto)                                                    | Duellum (corto)                                                    | Tucker Dávila Wood            | España         |
| Jia Zhangke: A Guy from Fenyang                                    | Jia Zhang-Ke um homem de Fenyang                                   | Walter Salles                 | Brasil         |
| Losers                                                             | Karatsi                                                            | Ivaylo Hristov                | Bulgaria       |
| La novia                                                           | La novia                                                           | Paula Ortiz                   | España         |
| Mariposa                                                           | Mariposa                                                           | Marco Berger                  | Argentina      |
| Mi querida España                                                  | Mi querida España                                                  | Mercedes Moncada Rodríguez    | España         |
| The Magic Mountain                                                 | La montagne magique                                                | Anca Damian                   | Rumanía        |
| Montanha                                                           | Montanha                                                           | João Salaviza                 | Portugal       |
| Psiconautas, los niños olvidados                                   | Psiconautas, los niños olvidados                                   | Alberto Vázquez, Pedro Rivero | España         |
| Swap                                                               | Swap                                                               | Remton Siega Zuasola          | Filipinas      |
| The Propaganda Game                                                | The Propaganda Game                                                | Álvaro Longoria               | España         |
| Un día vi 10.000 elefantes                                         | Un día vi 10.000 elefantes                                         | Alex Guimerà, Juan Pajares    | España         |
| The Show of Shows: 100 Years of Vaudeville, Circuses and Carnivals | The Show of Shows: 100 Years of Vaudeville, Circuses and Carnivals | Benedikt Erlingsson           | Islandia       |
| Una juventud alemana                                               | Une jeunesse allemande                                             | Jean-Gabriel Périot           | Francia        |

#### Encuentro Internacional de Estudiantes de Cine
Esta sección agrupa trabajos de estudiantes de escuelas de cine de todo el mundo, cuyos trabajos han sido previamente seleccionados, para que participen en proyecciones de sus cortometrajes. Estos fueron los trabajos seleccionados para la sección:
| Título original                  | Director(es)                | País         |
| -------------------------------- | --------------------------- | ------------ |
| Black Friday                     | Roxana Stroe                | Rumanía      |
| Dona I Ocell                     | Nicolás Gutiérrez Wenhammar | España       |
| El enemigo                       | Aldemar Matías              | Cuba         |
| Espagnol niveau 1                | Guy Dessent                 | Bélgica      |
| Francesca                        | Sebastián Palominos         | Chile        |
| French Fries                     | Luzie Loose                 | Alemania     |
| Group B                          | Nick Rowland                | Reino Unido  |
| Stationed                        | Nitzan Zifrut               | Israel       |
| L'offre                          | Moira Pitteloud             | Serbia       |
| Los pájaros miran hacia el norte | Pepe Gutiérrez              | México       |
| Nueva vida                       | Kiro Russo                  | Bolivia      |
| Strach                           | Michal Blasko               | Eslovaquia   |
| Volando voy                      | Isabel Lamberti             | Países Bajos |
| Wada'                            | Khaled Mzher                | Alemania     |

### Otras secciones

#### Zinemira
Sección dedicada los largometrajes con un mínimo de un 20% de producción vasca que se estrenan mundialmente así como aquellos hablados mayoritariamente en euskera. Todos ellos son candidatos al Premio Irizar al Cine Vasco. Estas fueron las películas seleccionadas para la sección:
| Título en español                                | Título en original                               | Director(es)                                        |
| ------------------------------------------------ | ------------------------------------------------ | --------------------------------------------------- |
| #Jazzaldía50                                     | #Jazzaldía50                                     | Carlos Rodríguez                                    |
| 5 segundos (corto)                               | 5 segundos (corto)                               | David González Rudiez                               |
| District Zero                                    | District Zero                                    | Jorge Fernández Mayoral, Pablo Tosco, Pablo Iraburu |
| Duellum (corto)                                  | Duellum (corto)                                  | Tucker Dávila Wood                                  |
| Foxes (corto)                                    | Foxes (corto)                                    | Mikel Gurrea                                        |
| Gure Sor Lekuaren Bila                           | Gure Sor Lekuaren Bila                           | Josu Martínez                                       |
| I Said I Would Never Talk About Politics (corto) | I Said I Would Never Talk About Politics (corto) | Aitor Oñederra                                      |
| Jai Alai Blues                                   | Jai Alai Blues                                   | Gorka Bilbao                                        |
| Luz a la deriva                                  | Luz a la deriva                                  | Íñigo Salaberria                                    |
| Pueblo perdido                                   | Lost village                                     | George Todria                                       |
| Pos eso                                          | Pos eso                                          | Samuel Ortí Martí                                   |
| Santuario                                        | Le sanctuaire                                    | Olivier Masset-Depasse                              |
| Un otoño sin Berlín                              | Un otoño sin Berlín                              | Lara Izagirre                                       |
| Muros                                            | Muros                                            | Pablo Iraburu, Migueltxo Molina                     |

#### Made in Spain
Sección dedicada a una serie de largometrajes españoles que se estrenan en el año. Estas fueron las películas seleccionadas para la sección:
| Título original                              | Director(es)      |
| -------------------------------------------- | ----------------- |
| A cambio de nada                             | Daniel Guzmán     |
| El camí més llarg per tornar a casa          | Sergi Pérez       |
| Felices 140                                  | Gracia Querejeta  |
| Las altas presiones                          | Ángel Santos      |
| Hablar                                       | Joaquín Oristrell |
| Los héroes del mal                           | Zoe Berriatua     |
| Mortadelo y Filemón contra Jimmy el Cachondo | Javier Fesser     |
| Requisitos para ser una persona normal       | Leticia Dolera    |
| Rey Gitano                                   | Juanma Bajo Ulloa |
| Sexo fácil, películas tristes                | Alejo Flah        |
| Torrente 5: Operación Eurovegas              | Santiago Segura   |

#### Culinary Zinema
Sección no competitiva creada en colaboración con el Festival Internacional de Cine de Berlín y organizada conjuntamente con el Basque Culinary Center para unir el cine, la gastronomía y el desarrollo de diversas actividades relacionadas con la alimentación. Estas fueron las películas seleccionadas para la sección:
| Título en español                             | Título en original                            | Director(es)                               | País           |
| --------------------------------------------- | --------------------------------------------- | ------------------------------------------ | -------------- |
| Brasa                                         | Brasa                                         | Xabi Gutiérrez Márquez                     | España         |
| Campo a través, Mugaritz, intuyendo un camino | Campo a través, Mugaritz, intuyendo un camino | Pep Gatell                                 | España         |
| Chef’s table: Massimo Bottura                 | Chef’s table: Massimo Bottura                 | David Gelb                                 | Estados Unidos |
| Cocinando en el fin del mundo                 | Cocinando en el fin del mundo                 | Alberto Baamonde                           | España         |
| Comer conocimiento (corto)                    | Comer conocimiento (corto)                    | Luis Germanó, Toni Segarra, Jorge Martínez | España         |
| Cooking Up a Tribute                          | Cooking Up a Tribute                          | Luis Gonzalez, Andrea Gómez                | España         |
| El sueño de Sonia (corto)                     | El sueño de Sonia (corto)                     | Diego Sarmiento                            | Perú           |
| Kampai! For the Love of Sake                  | Kampai! For the Love of Sake                  | Mirai Konishi                              | Japón          |
| El ADN del ceviche                            | L'Adn du Ceviche                              | Orlando Arriagada                          | Canadá         |
| Little Forest: Winter/Spring                  | Little Forest: Winter/Spring                  | Junichi Mori                               | Japón          |
| Noma, My Perfect Storm                        | Noma, My Perfect Storm                        | Pierre Deschamps                           | Reino Unido    |
| Historias de Sidra                            | Sagardoa Bidegile                             | Bego Zubia Gallastegi                      | España         |
| Sergio Herman, Fucking Perfect                | Sergio Herman, Fucking Perfect                | Willemiek Kluijfhout                       | Países Bajos   |
| Snacks, bocados de una revolución             | Snacks, bocados de una revolución             | Verónica Escuer, Cristina Jolonch          | España         |
| The Birth of Sake                             | The Birth of Sake                             | Erik Shirai                                | Estados Unidos |
| The Perfect Protein (corto)                   | The Perfect Protein (corto)                   | Caterina Barjau, Jorge Martínez            | España         |
| Wanton Mee                                    | Wanton Mee                                    | Eric Khoo                                  | Singapur       |

#### Cine en Construcción 28
Este espacio, coordinado por el propio Festival juntamente con Cinélatino, Rencontres de Toulouse, se exhiben producciones latinoamericanas en fase de postproducción. Estas fueron las películas seleccionadas para la sección:
| Título en original     | Director(es)                  | País     |
| ---------------------- | ----------------------------- | -------- |
| Aquí no ha pasado nada | Alejandro Fernández Almendras | Chile    |
| Hotel Cambridge        | Eliane Caffé                  | Brasil   |
| La familia             | Gustavo Rondón Córdova        | Colombia |
| La emboscada           | Alejandro Gil                 | Cuba     |
| Rara                   | Pepa San Martín               | Chile    |
| Princesita             | Marialy Rivas                 | Cuba     |
| Sobrevivientes         | Rober Calzadilla              | España   |

#### Savage Cinema
Esta sección recoge el cine de aventura y deportes de acción creada en 2013 en colaboración con Red Bull Media House. Estas fueron las películas seleccionadas para la sección:
| Título en español                | Título en original               | Director(es)                          | País           |
| -------------------------------- | -------------------------------- | ------------------------------------- | -------------- |
| Chasing Niagara                  | Chasing Niagara                  | Rush Sturges                          | Estados Unidos |
| 90 Grados Norte                  | 90 Grad Nord                     | Detsky Graffam                        | Alemania       |
| Heavy Water                      | Heavy Water                      | Michael Oblowitz                      | Estados Unidos |
| Meru                             | Meru                             | Jimmy Chin, Elizabeth Chai Vasarhelyi | Estados Unidos |
| Panaroma                         | Panaroma                         | Jon Herranz                           | España         |
| Paul (corto)                     | Paul (corto)                     | Victor van Vloten                     | Países Bajos   |
| Steve McQueen: The man & Le Mans | Steve McQueen: The man & Le Mans | Victor van Vloten                     | Países Bajos   |
| The Search for Freedom           | The Search for Freedom           | Jon Long                              | Canadá         |

### Retrospectivas

#### Retrospectiva clásica. Homenaje aMerian C. CooperyErnest B. Schoedsack
La retrospectiva de ese año fue dedicado a la obra de la pareja cinematográfica Merian C. Cooper (1893-1973) y Ernest B. Schoedsack (1893-1979). Se proyectó la totalidad de su filmografía.
| Título en español                | Título en original                | Año  |
| -------------------------------- | --------------------------------- | ---- |
| Una aventura en la niebla        | Blind Adventure                   | 1933 |
| Doctor Cíclope                   | Dr. Cyclops                       | 1940 |
| Hierba                           | Grass: A Nation's Battle for Life | 1925 |
| El padre perdido                 | Long Lost Father                  | 1934 |
| El gran gorila                   | Mighty Joe Young                  | 1949 |
| Chang: A Drama of the Wilderness | Chang: A Drama of the Wilderness  | 1927 |
| King Kong                        | King Kong                         | 1933 |
| Rango                            | Rango                             | 1931 |
| Las cuatro plumas                | The Four Feathers                 | 1929 |
| Outlaws of the Orient            | Outlaws of the Orient             | 1937 |
| Los últimos días de Pompeya      | The Last Days of Pompeii          | 1935 |
| El malvado Zaroff                | The Most Dangerous Game           | 1932 |
| El hijo de Kong                  | The Son of Kong                   | 1933 |
| Esto es cinerama                 | This Is Cinerama                  | 1952 |

#### Retrospectiva temática: Nuevo cine independiente japonés 2000-2015
La retrospectiva temática de este año trata de las nuevas tendencias del cine japonés en su vertiente de cine independiente. Aquí se pudieron ver tanto los primeros trabajos de jóvenes directores, pero también los de una serie de consagrados cineastas que encuentraron, en el territorio al margen del cine comercial, una mayor libertad expresiva.
| Título en español                 | Título en original                              | Director           | Año  |
| --------------------------------- | ----------------------------------------------- | ------------------ | ---- |
| Exposición de amor                | Ai no mukidashi                                 | Sion Sono          | 2008 |
| Bright Future                     | Akarui mirai                                    | Kiyoshi Kurosawa   | 2003 |
| The Soup, One Morning             | Aru asa, soup wa                                | Izumi Takahashi    | 2005 |
| No One's Ark                      | Baka no hakobune                                | Nobuhiro Yamashita | 2003 |
| Bashing                           | Bashing                                         | Masahiro Kobayashi | 2005 |
| Border Line                       | Border Line                                     | Lee Sang-il        | 2002 |
| Canary                            | Kanaria                                         | Akihiko Shiota     | 2005 |
| The Cowards Who Looked to the Sky | Fugainai boku wa sora o mita                    | Yuki Tanada        | 2012 |
| Love Addiction                    | Fuyu no kemono                                  | Nobuteru Uchida    | 2010 |
| H Story                           | H Story                                         | Nobuhiro Suwa      | 2001 |
| Heaven's Story                    | Hevunzu sutôrî                                  | Takahisa Zeze      | 2010 |
| Don't Love at my Romance          | Hito no sekkusu o warauna                       | Nami Iguchi        | 2007 |
| Au revoir l' été                  | Hotori no sakuko                                | Kôji Fukada        | 2013 |
| The Tale of Iya                   | Iya monogatari: Oku no hito                     | Tetsuichirô Tsuta  | 2013 |
| United Red Army                   | Jitsuroku rengô sekigun: Asama sansô e no michi | Kôji Wakamatsu     | 2008 |
| Fourteen                          | Ju-yon-sai                                      | Hiromasa Hirosue   | 2006 |
| Sawako Decides                    | Kawa no soko kara konnichi wa                   | Yûya Ishii         | 2010 |
| The Kirishima Thing               | Kirishima, bukatsu yamerutteyo                  | Daihachi Yoshida   | 2012 |
| Miss Zombie                       | Miss Zombie                                     | SABU               | 2013 |
| No Man's Zone                     | Mujin chitai                                    | Toshi Fujiwara     | 2012 |
| Late Bloomer                      | Osoi hito                                       | Gô Shibata         | 2004 |
| Parade                            | Parêdo                                          | Isao Yukisada      | 2009 |
| Passion                           | Passion                                         | Ryûsuke Hamaguchi  | 2008 |
| A Snake of June                   | Rokugatsu no hebi                               | Shinya Tsukamoto   | 2002 |
| Sad Vacation                      | Sad Vacation                                    | Shinji Aoyama      | 2007 |
| Cold Bloom                        | Sakura namiki no mankai no shita ni             | Atsushi Funahashi  | 2012 |
| Saudade                           | Saudâji                                         | Katsuya Tomita     | 2011 |
| Seishin                           | Seishin                                         | Kazuhiro Soda      | 2008 |
| Sharing                           | Sharing                                         | Makoto Shinozaki   | 2014 |
| The Light Shines Only There       | Soko nomi nite hikari kagayaku                  | Mipo Oh            | 2014 |
| Hole in the Sky                   | Sora no ana                                     | Kazuyoshi Kumakiri | 2001 |
| Nacimiento y maternidad           | Tarachime                                       | Naomi Kawase       | 2006 |
| A Stranger of Mine                | Unmei Janai Hito                                | Kenji Uchida       | 2005 |
| Vibrator                          | Vibrator                                        | Ryuichi Hiroki     | 2003 |
| Yellow Kid                        | Ierô Kiddo                                      | Mariko Tetsuya     | 2009 |

## Palmarés

### Premios oficiales
Premios oficiales:
- Concha de Oro: Gorriones de Rúnar Rúnarsson
- Premio especial del jurado: Evolution de Lucile Hadžihalilović
- Concha de Plata al mejor director: Joachim Lafosse por Los caballeros blancos
- Concha de Plata al mejor actor: Ricardo Darín y Javier Cámara por Truman
- Concha de Plata a la mejor actriz: Yordanka Ariosa por El rey de La Habana
- Premio del jurado a la mejor fotografía: Manu Dacosse por Evolution
- Premio del jurado al mejor guión: Arnaud Larrieu y Jean-Marie Larrieu por 21 noches con Pattie

### Premio Donostia
- Emily Watson[16]

### Otros premios oficiales
- Premio Kutxa - Nuevos Directores: El novato de Rudi Rosenberg

Mención especial : Drifters de Peter Grönlund
Mención especial : Vida sexual de las plantas de Sebastián Brahm
- Premio Horizontes: Paulina de Santiago Mitre

Mención especial : Desde allá de Lorenzo Vigas
Mención especial : Te prometo anarquía de Julio Hernández Cordón
- Premio Encuentro Internacional de Estudiantes de Cine  
  - Primer premio: Nueva vida de Kiro Russo
  - Segundo premio: El enemigo de Aldemar Matias
  - Tercer premio: Wada de Khaled Mzher
  - Premio Orona: Nueva vida de Kiro Russo
  - Torino Award: Volando voy de Isabel Lamberti

### Premios del público
- Premio del público: 
  - Nuestra hermana pequeña
  - Más allá de las montañas de Jia Zhangke
- Premio Irizar al Cine Vasco: Amama de Asier Altuna

Mención especial : Un otoño sin Berlín de Lara Izagirre
- Premio de la juventud: Paulina de Santiago Mitre
- Premio Zinemira: Karmele Soler

### Premios de la industria
- Premios Cine en Construcción: Hotel Cambridge de Eliane Caffé
- Foro de Coproducción España-América Latina. Premio EGEDA al Mejor Proyecto: La omisión de Sebastián Schjaer

### Premios no oficiales
- Premio TVE - Otra Mirada: Paulina de Santiago Mitre
- Premio Cooperación Española: La tierra y la sombra de César Augusto Acevedo
- Premio Tokyo Gohan Film Festival: Noma, My Perfect Storm de Pierre Deschamps

### Premios paralelos
- Premio FIPRESCI: El apóstata de Federico Veiroj
- Premio FEROZ Zinemaldia: Truman de Cesc Gay
- Premio SIGNIS: Moira de Levan Tutberidze

Mención especial : Amama de Asier Altuna
- Premio al Mejor Guion Vasco: Amama de Asier Altuna
- Premio de la Asociación de Donantes de Sangre de Gipuzkoa, a la Solidaridad / Elkartasun Saria: Freeheld de Peter Sollett
- Premio Sebastiane: Freeheld de Peter Sollett
- Premio Lurra - Greenpeace: 
  - Un día vi 10.000 elefantes de Alex Guimerà y Juan Pajares
  - Psiconautas, los niños olvidados de Alberto Vázquez y Pedro Rivero